# ヨルシカ
ヨルシカは、日本のロックバンド。コンポーザーとしても活動しているn-bunaが、ワンマンライブにゲストボーカルとして参加したsuisと共に2017年に結成した。n-bunaの「作者が作品より前に出ないようにしたい」というポリシーから、素顔やプロフィールは一切明かしていない。2019年にユニバーサルJよりメジャーデビュー。
ヨルシカというバンド名は、1stミニアルバム『夏草が邪魔をする』の収録曲「雲と幽霊」の歌詞の一節「夜しかもう眠れずに」から取られた。そのアルバムの撮影・アートディレクションはロゴデザインと共に久保木香が担当。また、目のようなデザインのロゴマークは月と月が向かい合っているモチーフで、時計の針にもなっており、「6時から夜」という意味が込められている。

## 経歴
2012年、n-bunaがボカロPとしての活動を開始。suisはボカロ曲のファンの1人としてn-bunaの楽曲を聴いており、n-bunaの依頼を受けて他のアーティストへの提供曲の仮歌の録音を行っていたほか、n-bunaのワンマンライブにボーカルとして参加していた。
2017年4月21日、ヨルシカの結成を発表。n-bunaは、ヨルシカを始めたきっかけについてそれまでボーカロイドを使っていたところから「人間の声で表現したい」っていう欲求が出てきたことと、それ以上に自身が「音楽で食べていかなきゃいけない人間だった」という部分が大きかったことを挙げている。また、suisと一緒にやって行こうと思えた大きな理由にsuisの「声質」を挙げ、僕はロックもポップスも、いろいろなジャンルを雑多に聴いてきた人間なんですけど、それゆえに作りたい曲の方向性もたくさんあるんです。だから、ロックでもちゃんと映えて、かつバラードや浮遊感のある音楽にも対応できるような、ちょっとハスキー成分のある歌声の方を探していて。そこにちょうど当てはまる声質だししかも歌がうまい。「この人だ！」と思ってお願いしました。と語っている。6月28日、1作目のミニアルバム『夏草が邪魔をする』を発売。
2018年5月9日、2作目のミニアルバム『負け犬にアンコールはいらない』を発売。オリコン週間アルバムランキングで最高位5位を記録し、112週にわたってチャートインした。同作の収録曲である「ただ君に晴れ」は、ミュージックビデオの再生回数が2023年9月24日に2億回を突破し、10月4日にBillboard JAPANチャートにおけるストリーミングの累計再生回数が3億回を突破している。
2019年4月10日、初のフルアルバム『だから僕は音楽を辞めた』を発売。8月28日、同作の続編にあたる2作目のフルアルバム『エルマ』でメジャーデビュー。10月21日、オフィシャルファンクラブ「ヨルシカ smartphone site 『後書き』」を開設。
2020年2月27日、「第34回日本ゴールドディスク大賞」でベスト5ニューアーティスト【邦楽】を受賞。7月29日、3作目のフルアルバム『盗作』を発売。iTunes、Apple Music、LINE MUSICなど各ストリーミングサイトおよびダウンロードサイトでランキング1位を獲得、サイトカテゴリー別も含めて計18冠を達成した。オリコン週間アルバムランキングでも2020年8月10日付のランキングで初登場2位を記録した。
2021年1月27日、EP『創作』を発売。2月8日付のオリコン週間アルバムランキングでは初登場4位を記録。EPの発売に先駆けて1月9日にデジタル・シングルとして発表された「春泥棒」は、2022年4月27日に「ただ君に晴れ」「だから僕は音楽を辞めた」「花に亡霊」に次いで自身4曲目となるストリーミング累計1億回再生突破を記録した。
2023年1月24日から2月9日にかけて『ヨルシカ LIVE 2023「前世」』を開催、日本武道館および大阪城ホールでの公演は自身初となった。4月5日、音楽画集『幻燈』を発売。音楽配信サービスでは先行配信曲を中心とした全10曲のデジタル配信アルバムとして発表された。
2024年1月5日、テレビアニメ『葬送のフリーレン』の第2クールオープニングテーマである「晴る」をデジタル・シングルとして発表。1月17日に公開のBillboard Japan Hot 100で最高位8位、Billboard Japan Download Songsで最高位2位を記録した。6月26日、自身初となるアナログ・シングル『ルバート/ブレーメン』を発売。また10月7日にはテレビアニメ『チ。-地球の運動について-』の第1クールエンディングテーマである「アポリア」を、2025年1月17日には同テレビアニメの第2クールエンディングテーマである「へび」をそれぞれデジタル・シングルとして発表。

## メンバー
- n-buna （ナブナ） - ギター・コンポーザー[34]
  - 全楽曲の作詞・作曲・編曲を担当する。楽曲のリードギターやギターソロは多くの場合、彼がレコーディングしている。
  - 「451」では初めてメインボーカルを務めた[35]。
- suis （スイ） - ボーカル[34]
  - 「451」ではコーラスを担当[36]。

### サポートメンバー
レコーディングおよびライブでの参加メンバー。
- 下鶴光康（しもづる みつやす） - ギター[34]
  - Utopia Leagueのギター・コーラス担当。
- キタニタツヤ - ベース[34]
  - シンガーソングライター。「こんにちは谷田さん」名義でボカロPとしても活動していた。
- Masack（マサック） - ドラムス[34]
  - Utopia Leagueのドラムス・コーラス担当。Utopia League以前はMY FIRST STORYに所属していた。
- 平畑徹也（はっちゃん） - ピアノ[34]
  - 1stフルアルバム『だから僕は音楽を辞めた』からの参加[37][38]。

## ディスコグラフィ

### シングル

#### 配信限定シングル
|         | 配信日         | タイトル       | Billboard JAPAN最高位 | Billboard JAPAN最高位 | Billboard JAPAN最高位 | 収録アルバム           | RIAJ認定                                                        |
| Hot 100 | 配信日         | タイトル       | DL                    | ST                    |                       | 収録アルバム           | RIAJ認定                                                        |
| ------- | -------------- | -------------- | --------------------- | --------------------- | --------------------- | ---------------------- | --------------------------------------------------------------- |
| 1st     | 2018年12月27日 | 藍二乗         | -                     | 76位                  | 74位                  | だから僕は音楽を辞めた | - ゴールド（ストリーミング）                                    |
| 2nd     | 2019年3月15日  | パレード       | -                     | -                     | -                     | だから僕は音楽を辞めた | -                                                               |
| 3rd     | 2019年6月24日  | 心に穴が空いた | 44位                  | 32位                  | 58位                  | エルマ                 | -                                                               |
| 先行    | 2019年8月2日   | 雨とカプチーノ | 95位                  | 84位                  | 43位                  | エルマ                 | - ゴールド（ストリーミング）                                    |
| 4th     | 2020年3月4日   | 夜行           | 39位                  | 22位                  | 78位                  | 盗作                   | -                                                               |
| 5th     | 2020年4月22日  | 花に亡霊       | 6位                   | 3位                   | 20位                  | 盗作                   | - ゴールド（ダウンロード） - プラチナ（ストリーミング）         |
| 先行    | 2020年6月3日   | 春ひさぎ       | 23位                  | 17位                  | 62位                  | 盗作                   | -                                                               |
| 先行    | 2020年6月24日  | 思想犯         | 25位                  | 15位                  | 43位                  | 盗作                   | - ゴールド（ストリーミング）                                    |
| 先行    | 2020年7月22日  | 盗作           | 30位                  | 42位                  | 57位                  | 盗作                   | -                                                               |
| 6th     | 2020年10月7日  | 風を食む       | 49位                  | 9位                   | 67位                  | 創作                   | -                                                               |
| 7th     | 2021年1月9日   | 春泥棒         | 23位                  | 7位                   | 37位                  | 創作                   | - ゴールド（ダウンロード） - ダブル・プラチナ（ストリーミング） |
| 8th     | 2021年6月7日   | 又三郎         | 17位                  | 4位                   | 64位                  | 幻燈                   | -                                                               |
| 9th     | 2021年8月18日  | 老人と海       | 43位                  | 10位                  | -                     | 幻燈                   | -                                                               |
| 10th    | 2021年10月6日  | 月に吠える     | 31位                  | 4位                   | 96位                  | 幻燈                   | -                                                               |
| 11th    | 2022年7月4日   | ブレーメン     | 22位                  | 8位                   | 86位                  | 幻燈                   | -                                                               |
| 12th    | 2022年7月25日  | 左右盲         | 11位                  | 2位                   | 31位                  | 幻燈                   | - ゴールド（ストリーミング）                                    |
| 13th    | 2022年8月29日  | チノカテ       | 27位                  | 3位                   | 77位                  | 幻燈                   | -                                                               |
| 14th    | 2023年1月12日  | テレパス       | -                     | 23位                  | -                     | 未公表                 | -                                                               |
| 先行    | 2023年2月6日   | アルジャーノン | 16位                  | 2位                   | 20位                  | 幻燈                   | - ゴールド（ストリーミング）                                    |
| 先行    | 2023年3月8日   | 451            | -                     | 54位                  | -                     | 幻燈                   | -                                                               |
| 15th    | 2023年5月8日   | 斜陽           | 31位                  | 6位                   | 70位                  | 未公表                 | - ゴールド（ストリーミング）                                    |
| 16th    | 2023年10月13日 | 月光浴         | 89位                  | 19位                  | -                     | 未公表                 | -                                                               |
| 17th    | 2024年1月5日   | 晴る           | 8位                   | 2位                   | 10位                  | 未公表                 | - ゴールド（ダウンロード） - プラチナ（ストリーミング）         |
| 18th    | 2024年5月29日  | ルバート       | 65位                  | 18位                  | 92位                  | 未公表                 | -                                                               |
| 19th    | 2024年7月13日  | 忘れてください | 36位                  | 9位                   | 39位                  | 未公表                 | -                                                               |
| 20th    | 2024年10月7日  | アポリア       | 31位                  | 4位                   | 43位                  | 未公表                 | -                                                               |
| 21st    | 2024年11月22日 | 太陽           | 35位                  | 16位                  | 93位                  | 未公表                 | -                                                               |
| 22nd    | 2025年1月17日  | へび           | 43位                  | 11位                  | 61位                  | 未公表                 | -                                                               |
| 23rd    | 2025年5月9日   | 火星人         | 20位                  | 8位                   | 31位                  | 未公表                 | -                                                               |
| 24th    | 2025年8月8日   | 修羅           | 70位                  | 9位                   | -                     | 未公表                 | -                                                               |

#### アナログシングル
|     | 発売日        | タイトル            | 規格 | 規格品番  | 最高位 |
| --- | ------------- | ------------------- | ---- | --------- | ------ |
| 1st | 2024年6月26日 | ルバート/ブレーメン | LP   | UPKH-1003 | 12位   |

### EP
|     | 発売日        | タイトル | 規格          | 規格品番                                | 最高位 |
| --- | ------------- | -------- | ------------- | --------------------------------------- | ------ |
| 1st | 2021年1月27日 | 創作     | CD付き CD無し | UPCH-2215（Type A） UPZZ-1839（Type B） | 4位    |

### アルバム

#### フルアルバム
|     | 発売日        | タイトル               | 規格 | 規格品番                                                              | 最高位 | レーベル      | RIAJ認定   |
| --- | ------------- | ---------------------- | ---- | --------------------------------------------------------------------- | ------ | ------------- | ---------- |
| 1st | 2019年4月10日 | だから僕は音楽を辞めた | CD   | DUED-1266（初回生産限定盤） DUED-1267（通常盤）                       | 5位    | U&R records   | —          |
| 2nd | 2019年8月28日 | エルマ                 | CD   | UPCH-7511（初回生産限定盤） UPCH-2191（通常盤）                       | 3位    | ユニバーサルJ | —          |
| 3rd | 2020年7月29日 | 盗作                   | CD   | UPCH-7562（初回生産限定盤） UPCH-2209 (通常盤) PDZJ-1060 (数量限定盤) | 2位    | ユニバーサルJ | - ゴールド |

#### ミニアルバム
|     | 発売日        | タイトル                     | 規格 | 規格品番                                        | 最高位 |
| --- | ------------- | ---------------------------- | ---- | ----------------------------------------------- | ------ |
| 1st | 2017年6月28日 | 夏草が邪魔をする             | CD   | DUED-1223                                       | 32位   |
| 2nd | 2018年5月9日  | 負け犬にアンコールはいらない | CD   | DUED-1242（初回生産限定盤） DUED-1243（通常盤） | 5位    |

#### 画集
|     | 発売日       | タイトル | 規格 | 規格品番  | 最高位 |
| --- | ------------ | -------- | ---- | --------- | ------ |
| 1st | 2023年4月5日 | 幻燈     | 画集 | UPZZ-1852 |        |
| 1st | 2023年4月5日 | 幻燈     | 配信 | -         | 3位    |

### 映像作品
|     | 発売日        | タイトル                        | 規格    | 規格品番                | 最高位 | レーベル        |
| --- | ------------- | ------------------------------- | ------- | ----------------------- | ------ | --------------- |
| 1st | 2021年5月26日 | ヨルシカ Live 「前世」          | DVD     | UPBH-9569（初回盤）     | 3位    | ユニバーサルJ   |
| 1st | 2021年5月26日 | ヨルシカ Live 「前世」          | DVD     | UPBH-1499（通常盤）     | 3位    | ユニバーサルJ   |
| 1st | 2021年5月26日 | ヨルシカ Live 「前世」          | Blu-ray | UPXH-9029（初回盤）     | 5位    | ユニバーサルJ   |
| 1st | 2021年5月26日 | ヨルシカ Live 「前世」          | Blu-ray | UPXH-1075（通常盤）     | 5位    | ユニバーサルJ   |
| 2nd | 2022年6月29日 | ヨルシカ Live 「月光」          | DVD     | UPBH-9570（初回盤）     | 5位    | ユニバーサルJ   |
| 2nd | 2022年6月29日 | ヨルシカ Live 「月光」          | DVD     | UPBH-1504（通常盤）     | 5位    | ユニバーサルJ   |
| 2nd | 2022年6月29日 | ヨルシカ Live 「月光」          | Blu-ray | UPXH-9031（初回盤）     | 3位    | ユニバーサルJ   |
| 2nd | 2022年6月29日 | ヨルシカ Live 「月光」          | Blu-ray | UPXH-1079（通常盤）     | 3位    | ユニバーサルJ   |
| 3rd | 2024年9月18日 | ヨルシカ LIVE「月と猫のダンス」 | DVD     | UPBH-9577（初回盤）     | 2位    | Polydor Records |
| 3rd | 2024年9月18日 | ヨルシカ LIVE「月と猫のダンス」 | DVD     | UPBH-1517（通常盤）     | 2位    | Polydor Records |
| 3rd | 2024年9月18日 | ヨルシカ LIVE「月と猫のダンス」 | Blu-ray | UPXH-9037（初回盤）     | 5位    | Polydor Records |
| 3rd | 2024年9月18日 | ヨルシカ LIVE「月と猫のダンス」 | Blu-ray | UPXH-1090（通常盤）     | 5位    | Polydor Records |
| 5th | 2025年6月25日 | ヨルシカ LIVE 2024「前世」      | DVD     | UPBH-9577（初回限定盤） | 5位    | Polydor Records |
| 5th | 2025年6月25日 | ヨルシカ LIVE 2024「前世」      | DVD     | UPBH-1518/9（通常盤）   | 5位    | Polydor Records |
| 5th | 2025年6月25日 | ヨルシカ LIVE 2024「前世」      | Blu-ray | UPXH-9038（初回限定盤） | 6位    | Polydor Records |
| 5th | 2025年6月25日 | ヨルシカ LIVE 2024「前世」      | Blu-ray | UPXH-1091/2（通常盤）   | 6位    | Polydor Records |

### 参加作品
メンバー個人としての参加作品は、各項目を参照。
| アーティスト   | タイトル                                       | 収録曲             | 備考                           |
| -------------- | ---------------------------------------------- | ------------------ | ------------------------------ |
| 井上陽水       | 井上陽水トリビュート                           | 「Make-up Shadow」 | 井上陽水の楽曲のカバー。       |
| クリープハイプ | もしも生まれ変わったならそっとこんな声になって | 「憂、燦々」       | クリープハイプの楽曲のカバー。 |

## タイアップ
| 使用年 | 曲名           | タイアップ                                                                                    | 出典                 |
| ------ | -------------- | --------------------------------------------------------------------------------------------- | -------------------- |
| 2019年 | 心に穴が空いた | 帝京平成大学TV-CMソング                                                                       | [ 55 ] [ 56 ] [ 57 ] |
| 2020年 | 春泥棒         | 大成建設『ミャンマー編』TV-CMソング                                                           | [ 58 ] [ 59 ] [ 60 ] |
| 2020年 | 花に亡霊       | 劇場アニメーション『泣きたい私は猫をかぶる』主題歌                                            | [ 61 ]               |
| 2020年 | 夜行           | 劇場アニメーション『泣きたい私は猫をかぶる』挿入歌                                            | [ 62 ]               |
| 2020年 | 嘘月           | 劇場アニメーション『泣きたい私は猫をかぶる』エンドソング                                      | [ 63 ]               |
| 2020年 | 逃亡           | 漫画『よふかしのうた』PVソング                                                                | [ 64 ]               |
| 2020年 | ノーチラス     | ドラマ『言の葉』メインテーマソング                                                            | [ 65 ]               |
| 2020年 | 風を食む       | TBS系『NEWS23』エンディングテーマ                                                             | [ 66 ]               |
| 2020年 | 盗作           | ソーシャルゲーム『FFBE 幻影戦争』TVCMソング                                                   | [ 67 ]               |
| 2021年 | 又三郎         | dアニメストア「キミの好きに出会おう（告白）」篇CMソング                                       | [ 68 ]               |
| 2021年 | 老人と海       | 「STAFF START」CMソング                                                                       | [ 69 ]               |
| 2022年 | 左右盲         | 映画『今夜、世界からこの恋が消えても』主題歌                                                  | [ 70 ]               |
| 2022年 | チノカテ       | 関西テレビ・フジテレビ系月10ドラマ『魔法のリノベ』主題歌                                      | [ 71 ]               |
| 2023年 | テレパス       | TVアニメ『大雪海のカイナ』オープニングテーマ                                                  | [ 72 ]               |
| 2023年 | アルジャーノン | TBS系火曜ドラマ『夕暮れに、手をつなぐ』主題歌                                                 | [ 73 ]               |
| 2023年 | 斜陽           | TVアニメ『僕の心のヤバイやつ』第1期オープニングテーマ                                         | [ 74 ]               |
| 2023年 | 月光浴         | 映画『大雪海のカイナ ほしのけんじゃ』主題歌                                                   | [ 75 ]               |
| 2024年 | 晴る           | TVアニメ『葬送のフリーレン』第2クールオープニングテーマ                                       | [ 76 ]               |
| 2024年 | 斜陽           | TVアニメ『僕の心のヤバイやつ』第2期第25話エンディングテーマ                                   | [ 77 ]               |
| 2024年 | 忘れてください | 日本テレビ系 土ドラ9『GO HOME〜警視庁身元不明人相談室〜』主題歌                               | [ 78 ]               |
| 2024年 | アポリア       | テレビアニメ『チ。-地球の運動について-』第1章・第2章エンディングテーマ                        | [ 79 ]               |
| 2024年 | 太陽           | 映画『正体』主題歌                                                                            | [ 80 ]               |
| 2025年 | へび           | テレビアニメ『チ。-地球の運動について-』第3章・最終章エンディングテーマ                       | [ 81 ]               |
| 2025年 | 火星人         | テレビアニメ『小市民シリーズ』第2期オープニングテーマ                                         | [ 82 ]               |
| 2025年 | 晴る           | 八景島シーパラダイス 没入型ナイトパフォーマンス『LIGHTIA 〜七色のキセキ〜』イベント内使用楽曲 | [ 83 ]               |
| 2025年 | プレイシック   | ダイハツ ムーヴ キャンバス ストライプス「海へ」篇CMソング                                     | [ 84 ]               |
| 2025年 | 修羅           | 関西テレビ・フジテレビ系 月10ドラマ『僕達はまだその星の校則を知らない』主題歌                 | [ 85 ]               |

## ライブ
| 年   | 公演名                                    | 日程     | 会場                                      | 備考 |
| ---- | ----------------------------------------- | -------- | ----------------------------------------- | --- |
| 2017 | 夏草が邪魔をする                          | 7月9日   | 東京・新宿BLAZE                           | |
| 2019 | ヨルシカ LIVE TOUR 2019 「月光」          | 10月17日 | 東京・TSUTAYA O-EAST                      | |
| 2019 | ヨルシカ LIVE TOUR 2019 「月光」          | 10月21日 | 大阪・BIG CAT                             | |
| 2019 | ヨルシカ LIVE TOUR 2019 「月光」          | 10月22日 | 愛知・ボトムライン                        | |
| 2019 | ヨルシカ LIVE TOUR 2019 「月光」          | 12月11日 | 東京・新木場STUDIO COAST                  | 追加公演                                                                                                 |
| 2021 | ヨルシカ Live「前世」                     | 1月9日   | 横浜・八景島シーパラダイス                | 無観客配信ライブ                                                                                         |
| 2021 | ヨルシカ LIVE TOUR 2021 「盗作」          | 8月1日   | 北海道・札幌カナモトホール                | |
| 2021 | ヨルシカ LIVE TOUR 2021 「盗作」          | 8月3日   | 宮城・仙台サンプラザホール                | |
| 2021 | ヨルシカ LIVE TOUR 2021 「盗作」          | 9月20日  | 大阪・オリックス劇場                      | 延期公演。開催地変更                                                                                     |
| 2021 | ヨルシカ LIVE TOUR 2021 「盗作」          | 9月21日  | 大阪・オリックス劇場                      | 延期公演。開催地変更                                                                                     |
| 2021 | ヨルシカ LIVE TOUR 2021 「盗作」          | 9月26日  | 福岡・福岡市民会館                        | |
| 2021 | ヨルシカ LIVE TOUR 2021 「盗作」          | 9月27日  | 愛知・名古屋国際会議場                    | 延期公演                                                                                                 |
| 2021 | ヨルシカ LIVE TOUR 2021 「盗作」          | 10月1日  | 東京・東京国際フォーラム                  | |
| 2021 | ヨルシカ LIVE TOUR 2021 「盗作」          | 10月2日  | 東京・東京国際フォーラム                  | |
| 2022 | ヨルシカ LIVE TOUR 2022 「月光 再演」     | 3月10日  | 大阪・グランキューブ大阪                  | |
| 2022 | ヨルシカ LIVE TOUR 2022 「月光 再演」     | 3月11日  | 大阪・グランキューブ大阪                  | |
| 2022 | ヨルシカ LIVE TOUR 2022 「月光 再演」     | 3月20日  | 愛知・名古屋国際会議場                    | |
| 2022 | ヨルシカ LIVE TOUR 2022 「月光 再演」     | 3月21日  | 愛知・名古屋国際会議場                    | |
| 2022 | ヨルシカ LIVE TOUR 2022 「月光 再演」     | 3月30日  | 東京・東京ガーデンシアター                | 最後の曲でsuisが体調不良により 一度退場するというトラブルが発生した。 その後中断をとり公演を再開させた。 |
| 2022 | ヨルシカ LIVE TOUR 2022 「月光 再演」     | 3月31日  | 東京・東京ガーデンシアター                | |
| 2023 | ヨルシカ LIVE 2023「前世」                | 1月24日  | 大阪・大阪城ホール                        | |
| 2023 | ヨルシカ LIVE 2023「前世」                | 1月25日  | 大阪・大阪城ホール                        | |
| 2023 | ヨルシカ LIVE 2023「前世」                | 2月8日   | 東京・日本武道館                          | |
| 2023 | ヨルシカ LIVE 2023「前世」                | 2月9日   | 東京・日本武道館                          | |
| 2023 | ヨルシカ LIVE TOUR 2023「月と猫のダンス」 | 4月15日  | 宮城・仙台サンプラザホール                | |
| 2023 | ヨルシカ LIVE TOUR 2023「月と猫のダンス」 | 4月16日  | 宮城・仙台サンプラザホール                | |
| 2023 | ヨルシカ LIVE TOUR 2023「月と猫のダンス」 | 4月22日  | 愛知・名古屋国際会議場 センチュリーホール | |
| 2023 | ヨルシカ LIVE TOUR 2023「月と猫のダンス」 | 4月23日  | 愛知・名古屋国際会議場 センチュリーホール | |
| 2023 | ヨルシカ LIVE TOUR 2023「月と猫のダンス」 | 4月26日  | 大阪・フェスティバルホール                | |
| 2023 | ヨルシカ LIVE TOUR 2023「月と猫のダンス」 | 4月27日  | 大阪・フェスティバルホール                | |
| 2023 | ヨルシカ LIVE TOUR 2023「月と猫のダンス」 | 5月11日  | 東京・東京国際フォーラム ホールA          | |
| 2023 | ヨルシカ LIVE TOUR 2023「月と猫のダンス」 | 5月12日  | 東京・東京国際フォーラム ホールA          | |
| 2023 | ヨルシカ LIVE TOUR 2023「月と猫のダンス」 | 5月31日  | 北海道・札幌文化芸術劇場 hitaru           | |
| 2023 | ヨルシカ LIVE TOUR 2023「月と猫のダンス」 | 6月1日   | 北海道・札幌文化芸術劇場 hitaru           | |
| 2023 | ヨルシカ LIVE TOUR 2023「月と猫のダンス」 | 6月15日  | 福岡・福岡サンパレス                      | |
| 2023 | ヨルシカ LIVE TOUR 2023「月と猫のダンス」 | 6月16日  | 福岡・福岡サンパレス                      | |
| 2023 | ヨルシカ LIVE TOUR 2023「月と猫のダンス」 | 6月24日  | 沖縄・沖縄コンベンションセンター劇場棟    | |
| 2024 | ヨルシカ LIVE 2024「月と猫のダンス」      | 4月6日   | 東京・有明アリーナ                        | |
| 2024 | ヨルシカ LIVE 2024「月と猫のダンス」      | 4月7日   | 東京・有明アリーナ                        | |
| 2024 | ヨルシカ LIVE TOUR 2024「前世」           | 10月18日 | 愛知・AICHI SKY EXPO（愛知県国際展示場）  | |
| 2024 | ヨルシカ LIVE TOUR 2024「前世」           | 10月19日 | 愛知・AICHI SKY EXPO（愛知県国際展示場）  | |
| 2024 | ヨルシカ LIVE TOUR 2024「前世」           | 11月19日 | 大阪・大阪城ホール                        | |
| 2024 | ヨルシカ LIVE TOUR 2024「前世」           | 11月20日 | 大阪・大阪城ホール                        | |
| 2024 | ヨルシカ LIVE TOUR 2024「前世」           | 12月14日 | 神奈川・ぴあアリーナMM                    | |
| 2024 | ヨルシカ LIVE TOUR 2024「前世」           | 12月15日 | 神奈川・ぴあアリーナMM                    | |
| 2025 | ヨルシカ LIVE TOUR 2025「盗作 再演」      | 9月6日   | 兵庫・GLION ARENA KOBE                    | |
| 2025 | ヨルシカ LIVE TOUR 2025「盗作 再演」      | 9月7日   | 兵庫・GLION ARENA KOBE                    | |
| 2025 | ヨルシカ LIVE TOUR 2025「盗作 再演」      | 9月20日  | 愛知・IG ARENA                            | |
| 2025 | ヨルシカ LIVE TOUR 2025「盗作 再演」      | 9月21日  | 愛知・IG ARENA                            | |
| 2025 | ヨルシカ LIVE TOUR 2025「盗作 再演」      | 9月30日  | 神奈川・K-Arena Yokohama                  | |
| 2025 | ヨルシカ LIVE TOUR 2025「盗作 再演」      | 10月1日  | 神奈川・K-Arena Yokohama                  | |

### 出演イベント
2023年
- 12月27日 - FM802 ROCK FESTIVAL RADIO CRAZY 2023[90]
- 12月29日 - COUNTDOWN JAPAN 23/24[91]

## 受賞とノミネート
| 年     | ノミネート対象 | 賞                                                                                    | 結果       |
| ------ | -------------- | ------------------------------------------------------------------------------------- | ---------- |
| 2020年 | ヨルシカ       | 第34回 日本ゴールドディスク大賞ベスト5ニュー・アーティスト【邦楽】                    | 受賞       |
| 2020年 | ヨルシカ       | 2020 MTVEMA BEST JAPAN ACT                                                            | ノミネート |
| 2021年 | 盗作           | 第13回CDショップ大賞2021                                                              | 入賞       |
| 2023年 | 斜陽           | 令和5年アニソン大賞 アーティストソング賞                                              | ノミネート |
| 2025年 | 晴る           | MUSIC AWARDS JAPAN 2025 ベスト・オブ・リスナーズチョイス：国内楽曲 powered by Spotify | ノミネート |